# 格拉内斯
格拉内斯（法語：Granès，法語發音：[ɡʁanɛs] ⓘ）是法国奥德省的一个市镇，属于利穆区。

## 地理
格拉内斯（42°53'48"N, 2°14'52"E）面积5.38 平方千米，位于法国奧克西塔尼大區奥德省，该省份为法国南部沿海省份，北起塔恩省，西北接上加龙省，西接阿列日省，南至东比利牛斯省，东临地中海，东北与埃罗省接壤。
与格拉内斯接壤的市镇（或旧市镇、城区）包括：埃斯佩拉扎、雷恩堡、圣费里奥尔、圣朱利亚德贝克、圣瑞斯特和勒贝聚。

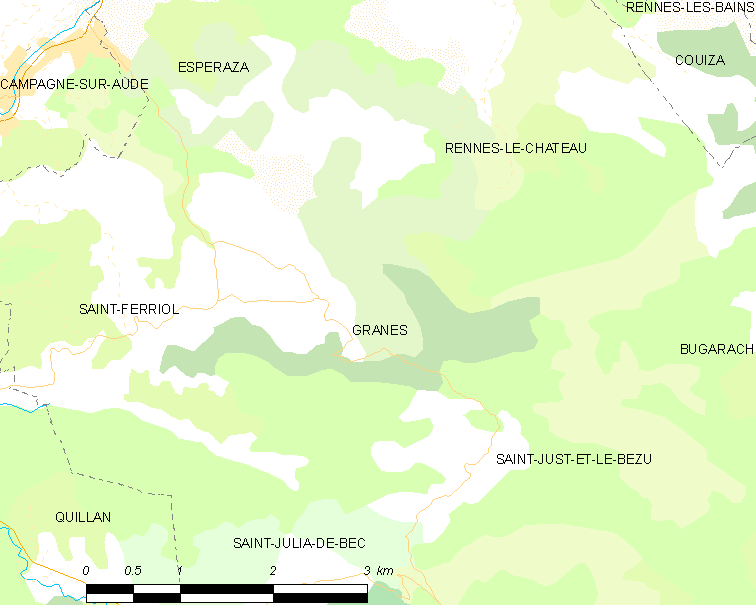
格拉内斯的OSM定位图

格拉内斯的时区为UTC+01:00、UTC+02:00（夏令时）。

## 行政
格拉内斯的邮政编码为11500，INSEE市镇编码为11168。

## 政治
格拉内斯所属的省级选区为上奥德河谷县。

## 人口

1962-2008年间格拉内斯人口变化图示

格拉内斯于2022年1月1日时的人口数量为116人。